# SBSラジオ夕刊
SBSラジオ夕刊（SBSラジオゆうかん）は、静岡放送（SBSラジオ）で放送されている、静岡新聞と協力したニュース・情報番組である。
尚、2017年4月より「SBSニュースタイムライン」にタイトルを変更。

## 概要
- 元々は全曜日対応の完全帯番組として放送されており、文化放送発・NRN系全国ニュース番組「ニュース・パレード」を内包していた（ネットワークトゥデイスタート以後の1992年以後は同番組終了後から[要追加記述]。平日は日産プリンス販売がメイン提供だった）。
- その後平日分が夕方ワイド番組（「夕焼けワイド」の枠内では18:00からの「SBSニュースジャンクション」が相当。2008年3月終了）に内包され、土・日曜日のみとなったが、2008年4月の番組改編で平日の放送が復活した。
- しかし、10月1日から新・夕方ワイド番組「SBS EVENING WAVE」がスタートしたために9月30日をもって終了した。
- 2017年4月より、「SBSニュースタイムライン」にタイトルを変更した。
- 2019年4月6日より、当番組は土曜日のみの放送となったが、2022年4月以降は、月曜 - 金曜の平日に放送時間が変更された。

## 放送時間
- 月曜 - 金曜 17:15 - 17:25
  - 出演は、SBSの報道アナウンサー持ち回り。

## 関連番組
- イブアイしずおか
- SBSテレビ夕刊（イブニングニュース）